# 日本結核・非結核性抗酸菌症学会
一般社団法人日本結核・非結核性抗酸菌症学会（にほんけっかく・ひけっかくせいこうきんしょうがっかい）は、感染症である結核（抗酸菌）の研究を行う日本の学術機関である。2020年まで一般社団法人日本結核病学会と称した。
診療に従事する、医師、薬剤師、看護師、臨床検査技師などの他に、基礎研究を行う研究者などが入会している。
英語名は The Japanese Society for Tuberculosis である。
ICD制度協議会加盟学会。

## 概要
- 結核（抗酸菌）の診療・感染制御・基礎研究・人材育成など幅広い活動を行っている。
- 学会員数：約3,800名（2015.11現在）

## 総会
- 年1回
  - 第1回総会は1923年（大正12年）に開催され、当時の大会長は北里柴三郎であった。

## 支部会
- 支部を下記の通り区分しており、各支部における学術集会を年2回開催している。
  - 北海道支部、東北支部、関東支部、北陸支部、東海支部、近畿支部、中国四国支部、九州支部

## 学会誌
- 「結核（Kekkaku）」年12刊発行（ISSN:0022-9776）

大正12年の創刊。年1回1月号は、英文特集号。学会総会抄録号を含む。

## 賞
- 今村賞

結核に関する優れた研究業績を上げた日本結核病学会会員を顕彰することを目的とし、選考のうえ、日本結核病学会総会において授与する。
受賞者は受賞後、日本結核病学会総会において記念講演を要請されることがある。
日本に結核予防に尽力した今村荒男（大阪大学第5代総長）に因んだ賞である。
受賞者には、賞状と賞金30万円が授与される。
- 研究奨励賞

日本結核病学会会員である40歳未満の若手研究者の結核に関する研究を奨励することを目的とし、選考のうえ、日本結核病学会総会において授与する。
受賞者には、賞状と賞金10万円が授与される。
選考：今村賞受賞候補業績の範囲は、原則として3年以内に学会誌「結核」、あるいは日本結核病学会総会または、地方支部学会において発表された業績とし、研究奨励賞は原則として1年以内に学会誌「結核」に発表された業績とする。
研究奨励賞の推薦は自薦・他薦を問わない。
受賞業績は、個人研究または共同研究のいずれでもよい。

## 関係団体
- 結核に関する研究会などとの連携を図り、学会総会時などに合わせて関係団体の総会（研究会）を開催するのが慣例となっている。
  - 結核感染診断研究会
  - 結核・非定型抗酸菌症治療研究会
  - 結核療法研究協議会
  - 実験結核研究会
  - 非結核性抗酸菌症研究協議会
  - 臨床抗酸菌研究会

## 専門医認定
- インフェクションコントロールドクター（ICD；infection control doctor）
- 結核・抗酸菌症認定医・指導医認定制度

## 入会
- 入会に特に資格や規定などはなく誰でも自由に入会できる。
- 会費（2015年度現在）
  - 一般会員 年額10,000円
  - 学生会員 年額2,000円
- 入会事務局 〒113-0033 東京都文京区本郷4-8-9

## 関連事項
- 結核
- 抗酸菌
- 感染症／伝染病／細菌叢調査／院内感染／感染制御
- 医学／歯学／歯科／薬学／保健学／感染制御学
- 微生物学（微生物）／細菌学（細菌）／ウイルス学（ウイルス）／真菌学（真菌）／寄生虫学（寄生虫）
- 免疫学／遺伝学／生化学（口腔生化学）／病理学（口腔病理学）／解剖学（口腔解剖学）

- 医師／歯科医師／看護師／歯科衛生士／臨床検査技師／診療放射線技師
- インフェクションコントロールドクター／感染症専門医／日本歯周病学会認定歯周病専門医／感染制御専門薬剤師／感染症対策看護師（感染症管理看護師）／感染制御認定臨床微生物検査技師／滅菌技士（第一種・第二種）／医療環境管理士／医療福祉環境アドバイザー
- 院内感染対策チーム（感染制御チーム・感染対策チーム）／院内感染対策委員会（感染制御委員会・感染対策委員会）
- 学会の一覧／研究会